# Rhinoplax vigil
Rhinoplax vigil este o pasăre foarte mare din familia păsărilor rinocer. Poate fi întâlnită în Peninsula Malacca, Sumatra, Borneo, Thailanda și Myanmar. Casca reprezintă aproximativ 11 % din masa sa de 3 kg. Spre deosebire de orice altă pasăre rinocer, casca este aproape solidă și este folosită în lupte cap-la-cap între masculi. Grupul etnic Punan Bah⁠(d) crede că o astfel de pasăre rinocer mare păzește râul dintre viață și moarte.

## Descriere

Valea Danum, Sabah, Borneo, - Malaezia

Pasărea are în mare parte penaj negricios, cu excepția faptului că burta și picioarele sunt albe, iar coada este albă, cu o bandă neagră lângă vârful fiecărei pene. Coada este lungă și cele două pene centrale sunt mult mai lungi decât celelalte, dând păsării o lungime totală mai mare decât cea a oricărei alte specii de pasăre rinocer. Lungimea corpului este 110-120 cm, fără a include penele din coadă, care sporesc lungimea cu încă 50 cm. Un mascul a cântărit 3,1 kg, în timp ce două femele au avut o medie de aproximativ 2,7 kg. Deși uneori considerat cea mai mare pasăre rinocer din Asia, masa corporală pare a fi similară cu cea a Buceros bicornis (și considerabil mai puțin decât cele din genul Bucorvus din Africa).
Această specie are gâtul gol, încrețit, albastru pal până la verzui la femele și roșu la masculi. Casca pornește de la baza ciocului până la jumătatea sa, unde se termină brusc. Aceasta și ciocul sunt galbene. Secreția roșie a glandei uropigiene acoperă părțile laterale și partea de sus a căștii și baza ciocului, dar de multe ori lasă capătul frontal al căștii și jumătatea distală a ciocului galbene. Spre deosebire de alte păsări rinocer, această specie are casca solidă, iar craniul, inclusiv casca și ciocul, poate constitui 10 % din greutatea păsării.

## Comportament

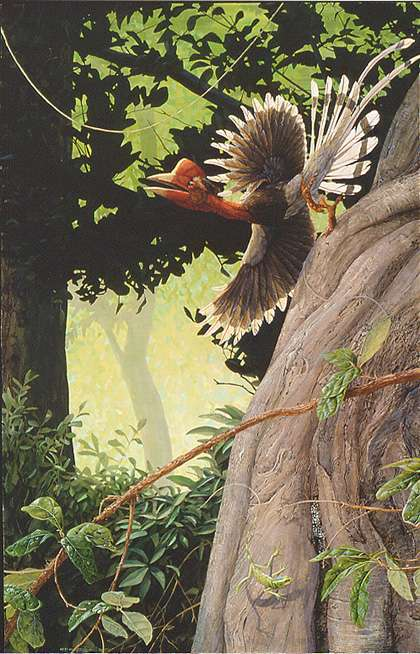
Ilustrație a unei păsări mature, mascul, în care se distinge forma căștii și zona gâtului roșu

Această specie se hrănește în cea mai mare parte cu fructele smochinilor. Păsările se reproduc o dată pe an, crescând un singur pui. Femela și puiul trăiesc într-o cavitate de copac sigilată pentru primele cinci luni de viață ale puiului. Masculii se luptă pentru teritoriu în zbor, bătându-se reciproc cap-în-cap. Femelele însoțesc masculii în timpul unei apropieri într-o luptă aeriană, dar se îndepărtează în timpul coliziunii.

## Stare de conservare
După presiunea vânătorii și pierderii habitatului, starea de conservare a acestei specii a fost ridicată de la aproape amenințat la critic pe cale de dispariție pe Lista Roșie a IUCN a speciilor amenințate în 2015. Aceasta este menționată în apendicele I al CITES. Conform grupului de conservare TRAFFIC, 2.170 de căști au fost confiscate în doar trei ani numai în China și Indonezia. Există mai puțin de 100 de păsări rămase în pădurile thailandeze. Cel puțin 546 de bucăți de păsări rinocer, în cea mai mare parte căști și ciocuri, au fost postate spre vânzare online în ultimii cinci ani. Comercianții plătesc sătenilor 5,000-6,000 baht ($165-200) pentru un cap. Prețurile se dublează sau se triplează în orașe și cresc exponențial atunci când sunt vândute în străinătate.

## Casca de fildeș

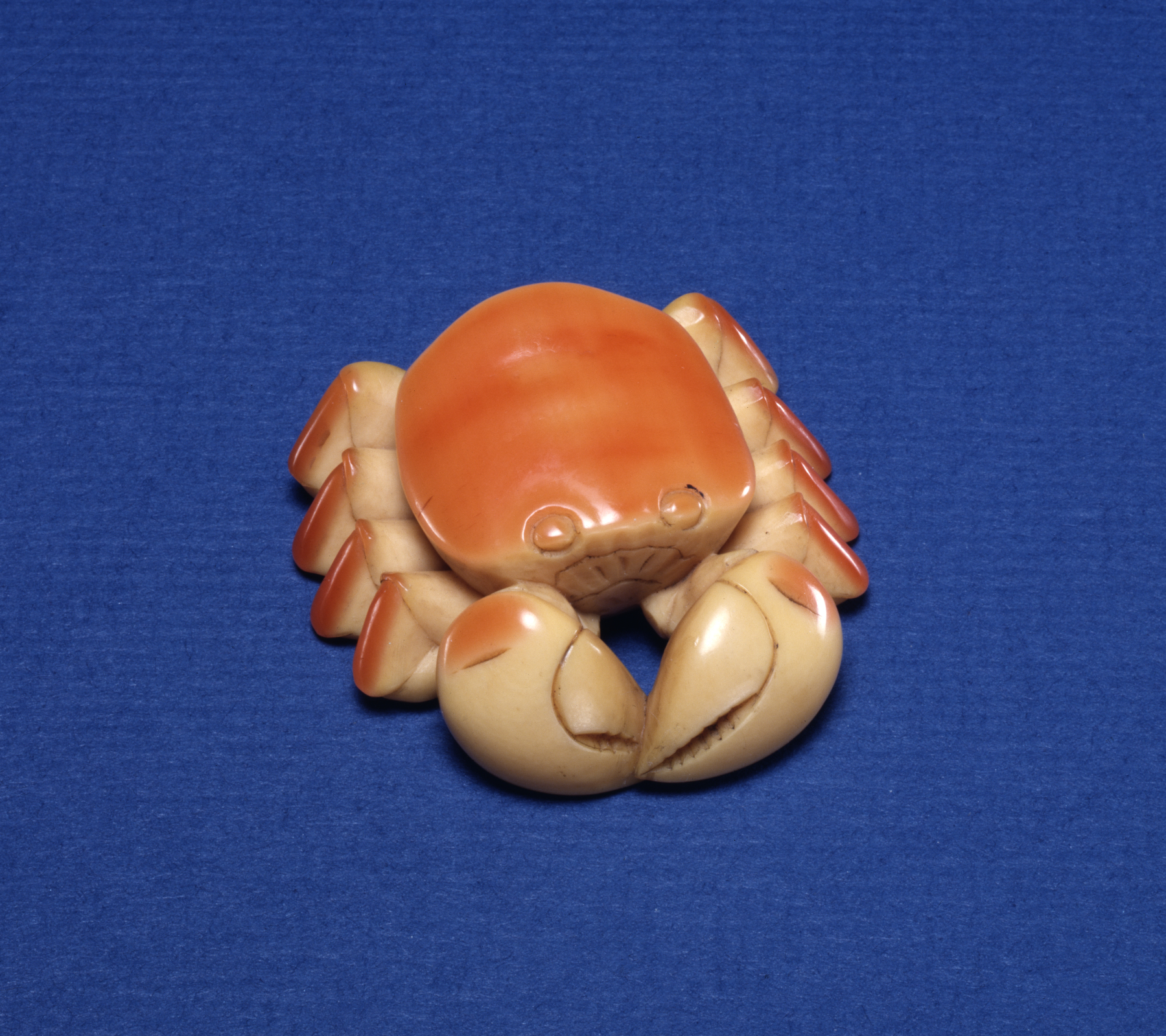
Ornament japonez pentru centură din secolul al XIX-lea din fildeș de pasăre rinocer. Poate fi observată colorația naturală a glandei uropigiene.

Casca este sursa fildeșului de pasăre rinocer, un material valoros de sculptură. Popoarele indigene folosesc, de asemenea, penele centrale ale cozii pentru a decora mantalele de dans și ornamentele de cap. Din punct de vedere istoric, casca a fost folosită și de cioplitori în China și Japonia.